# Pierre Clairambault
Pierre Clairambault, né le 30 mai 1651 à Asnières-en-Montagne (Côte-d'Or) et mort le 14 janvier 1740 à Paris, est un généalogiste français.

## Biographie
Généalogiste des ordres du roi, Clairambault s’occupa toute sa vie à rassembler ce qu’il y avait de plus curieux et de plus intéressant soit pour la noblesse, soit même pour l’histoire générale et particulière. Il finit ce long travail par une table générale.
La plupart de ses ouvrages, qui n’ont pas été imprimés, subsistent en manuscrits. Les principaux sont : les Généalogies des principales familles de France, ms. in-fol. ; un Recueil pour servir à l’histoire de l’ordre du Saint- Esprit, ms. in-fol. ; le Catalogue des chevaliers de l’ordre du Saint-Esprit, pour la deuxième et la troisième édition de l’Histoire de la maison de France du P. Anselme.

## Pour approfondir